# Corydoradinae
Corydoradinae es una subfamilia de peces siluriformes de agua dulce, la que junto a Callichthyinae conforman la familia Callichthyidae. Los 5 géneros que incluye Corydoradinae se distribuyen en aguas templadas, templado-cálidas y cálidas del norte, centro y centro-sur de Sudamérica. Sus integrantes son denominados comúnmente limpiafondos, barrefondos, tachuelas, cascarudos, etc.

## Taxonomía

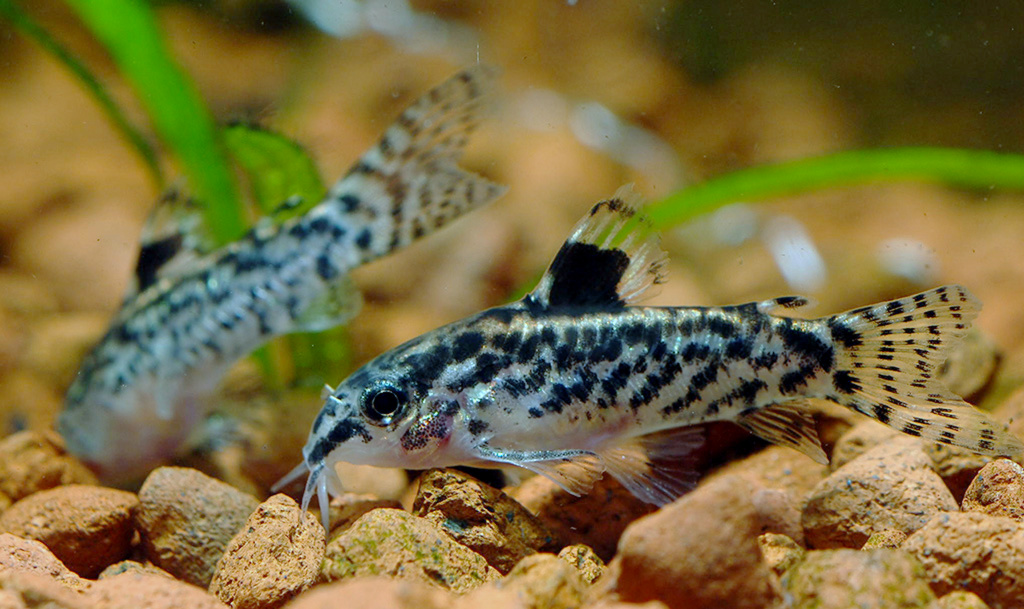
Aspidoras pauciradiatus.

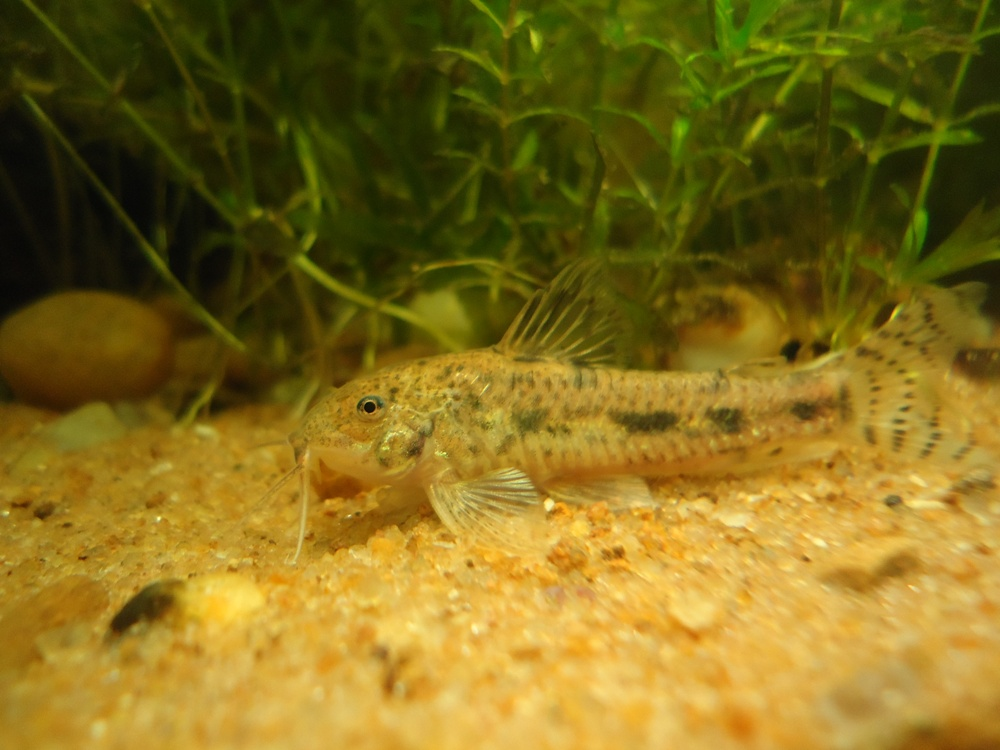
Aspidoras fuscoguttatus.

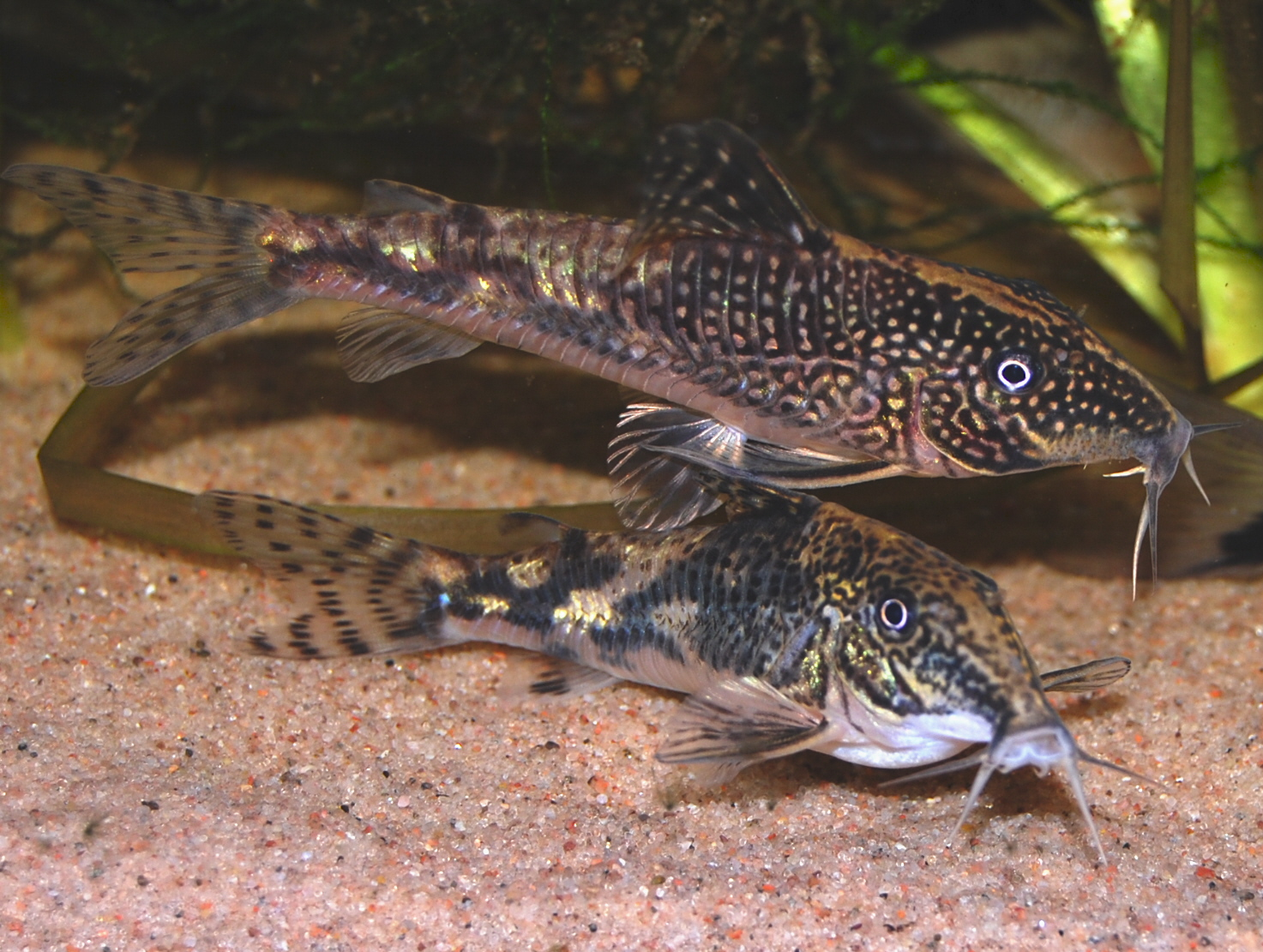
Scleromystax barbatus.

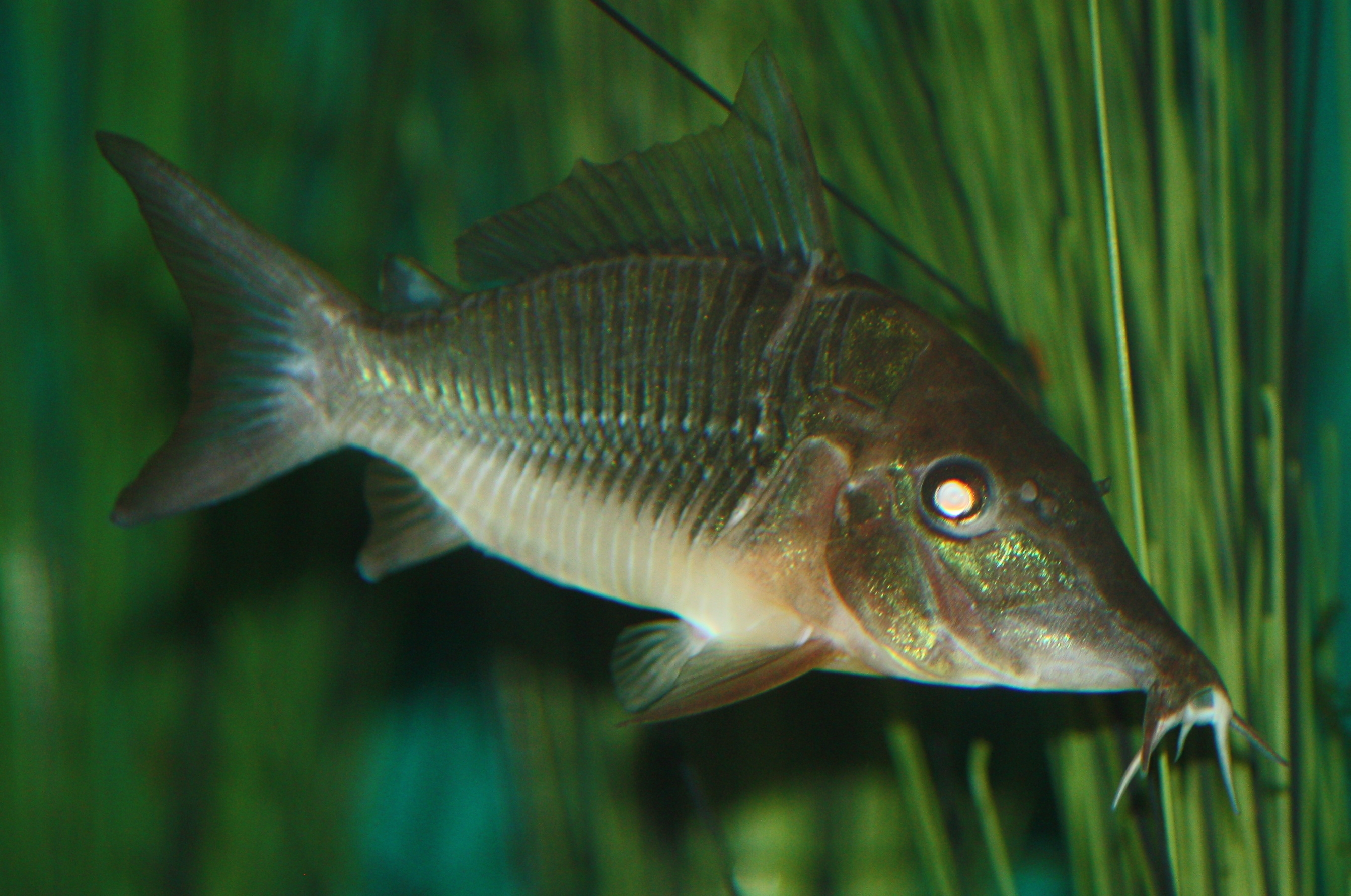
Corydoras multiradiatus.

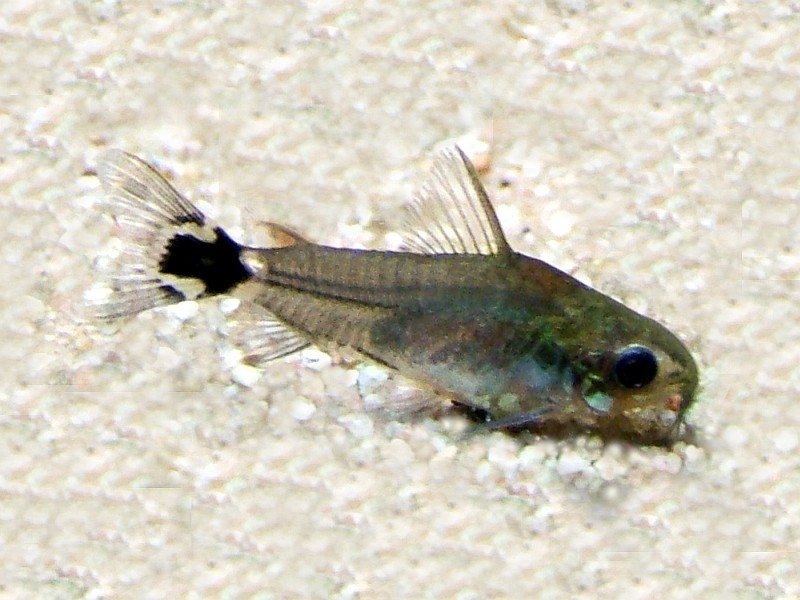
Gastrodermus hastatus.

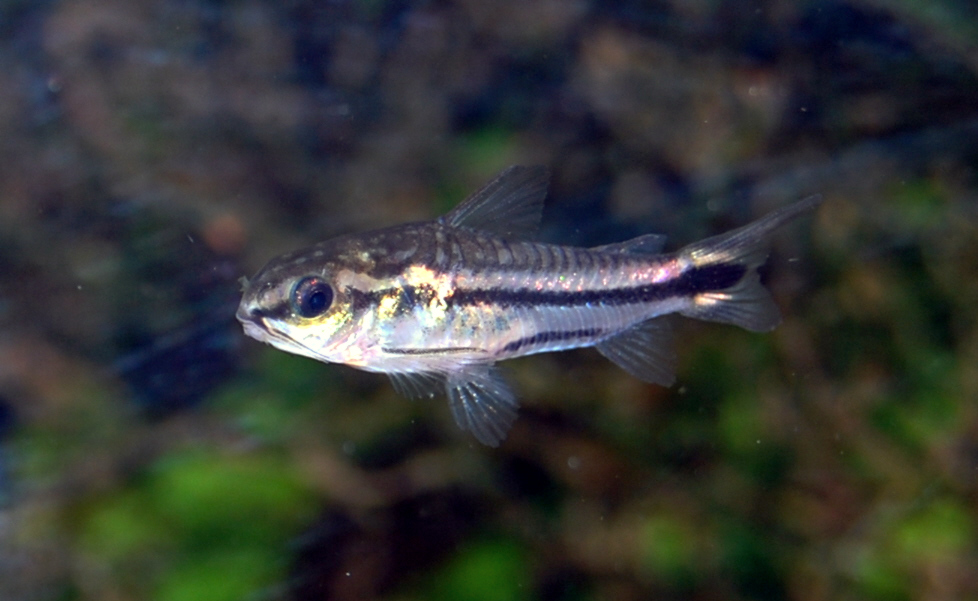
Gastrodermus pygmaeus.

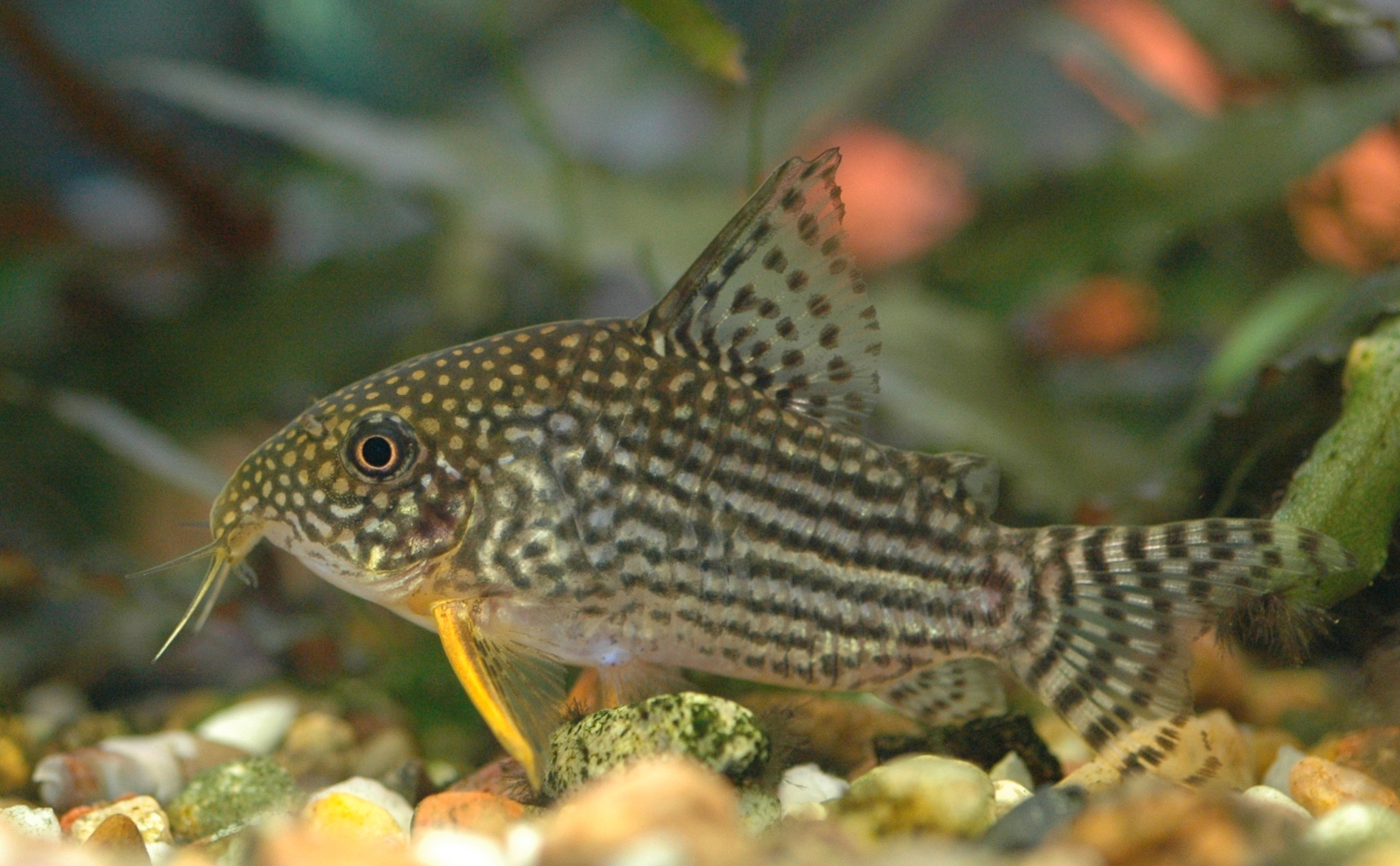
Hoplisoma sterbai.

La subfamilia Corydoradinae fue descrita originalmente en el año 1952 por el ictiólogo alemán Jacobus Johannes Hoedeman. El género tipo es Corydoras La Cépède, 1803.
Corydoradinae puede distinguirse por la ausencia de columna vertebral en la aleta anal (versus su presencia en Callichthyinae).

### Relaciones filogenéticas y subdivisión
En el año 1940, Gosline fue el primero en sugerir que Callichthyidae estaba formado por 3 grupos filogenéticos. En 1952, Jacobus J. Hoedeman creó la subfamilia Corydoradinae. En 1998, Reis había corroborado la monofilia de Brochis (proponiéndolo como hermano de Corydoras y ese grupo a su vez hermano de Aspidoras) sobre la base de 4 sinapomorfías, sin embargo, ninguna de estas lograron apoyo para el clado que contiene a Hoplisoma bristkii  y H. splendens, aunque en 2013 Vera-Alcaraz recuperó esta asociación como un clado monofilético con el apoyo de 16 sinapomorfías (cinco fenotípicas y 11 moleculares) resultando el grupo hermano de H. pantanalensis. La consideración genérica de Brochis había sido discutida por autores posteriores a Reis.
En 2003, Britto refrenda la monofilia de Corydoradinae, y un año después lo hacen Shimabukuru-Dias y otros.
En 2013, en su tesis, Vera-Alcaraz estudió toda la familia Callichthyidae abordando de manera total la evidencia disponible mediante análisis filogenéticos, empleando metodología cladística, lo que permitió corroborar mayormente las monofilias presentadas por anteriores especialistas, conciliando las diferencias con algunas propuestas de reordenamientos taxonómicos. Refrendó el tratamiento subfamiliar para Corydoradinae, y dado que encontró que Corydoras está formado por 3 clados monofiléticos, los categorizó como sendos géneros: Corydoras (senso stricto),  Gastrodermus y Hoplisoma; los dos últimos géneros fueron revalidados.       
Hoplisoma resultó ser el mayor clado dentro de la subfamilia Corydoradinae, siendo hermano del formado por Aspidoras más Scleromystax. El agrupamiento anterior a su vez es hermano de Gastrodermus, el cual está compuesto por un clado que contiene especies de tamaño intermedio y enanas, todas con las espinas pectorales aserradas. Finalmente, y como hermano de los otros clados de la subfamilia Corydoradinae, se encuentra Corydoras, el cual de ser muy numeroso pasó a tener una treintena de especies, todas de tamaño mayor, con las espinas pectorales aserradas y el hocico notablemente alargado.
Así conformado, Corydoradinae contiene un total de 5 géneros:
- Aspidoras Ihering, 1907
- Corydoras La Cépède, 1803
- Gastrodermus Cope, 1878
- Hoplisoma Swainson, 1838
- Scleromystax Günther, 1864

## Distribución y hábitat
Esta subfamilia se distribuye en el norte, centro y centro-sur de América del Sur, en todos los países del subcontinente (excluyendo Chile), con especies en Guyana, Guayana Francesa, Surinam, Venezuela, Colombia, Ecuador, Perú, Bolivia, Brasil, Paraguay, Uruguay hasta la Argentina, alcanzando por el sur la latitud de Bahía Blanca.
Está presente, al oriente de los Andes, en todas las grandes cuencas hidrográficas sudamericanas con pendiente del Atlántico: del Amazonas, del Orinoco, del Tocantins, del São Francisco y del Plata; también en cursos fluviales de Trinidad y Tobago y en drenajes atlánticos de las Guayanas y del este del Brasil, alcanzando por el sur la cuenca de la laguna de los Patos-Merín, en el este del Uruguay, y drenajes atlánticos bonaerenses.